# Лави, Нета
Нета Лави (ивр. נטע לביא‎; род. 25 августа 1996, Ramat HaShofet, Израиль) — израильский футболист, полузащитник японского клуба «Гамба Осака» и сборной Израиля.

## Клубная карьера
В 2010 году Лави присоединился к молодёжной команде «Маккаби» (Хайфа). Стал капитаном молодёжной команды «Маккаби» (Хайфа), выигравшей «дубль» в 2014 году.
Лави официально дебютировал за взрослую команду «Маккаби» (Хайфа) 28 октября 2015 года в игре против «Ирони» (Кирьят-Шмона) в Кубке Тото. Дебютировал в Премьер-лиге Израиля 7 декабря 2015 года в матче против «Хапоэля» (Хайфа).
27 января 2023 года подписал контракт с клубом Джей-лиги «Гамба Осака». Дебютировал 18 февраля в матче против «Касива Рейсол», заменив Юки Ямамото на 64-й минуте.

## Международная карьера
Лави имеет опыт выступления за юношеские и молодежные сборные Израиля.
За главную сборную Израиля дебютировал 31 мая 2016 года в товарищеском матче против сборной Сербии, заменив Бибраса Натхо на 71-й минуте.

## Достижения
«Маккаби» Хайфа
- Чемпион Израиля (2): 2020/21, 2021/22
- Обладатель Кубка Израиля: 2015/16
- Обладатель Кубка Тото: 2021/22
- Обладатель Суперкубка Израиля: 2021